# سیارک ۵۹
سیارک ۵۹ (به انگلیسی: 59 Elpis) پنجاه و نهمین سیارک کشف شده‌است که در ۱۲ سپتامبر ۱۸۶۰ و در پاریس کشف شد.
قدر مطلق سیارک برابر ۷٫۹۳ است.